# 800
800 (DCCC) var ett skottår som började en onsdag i den julianska kalendern.

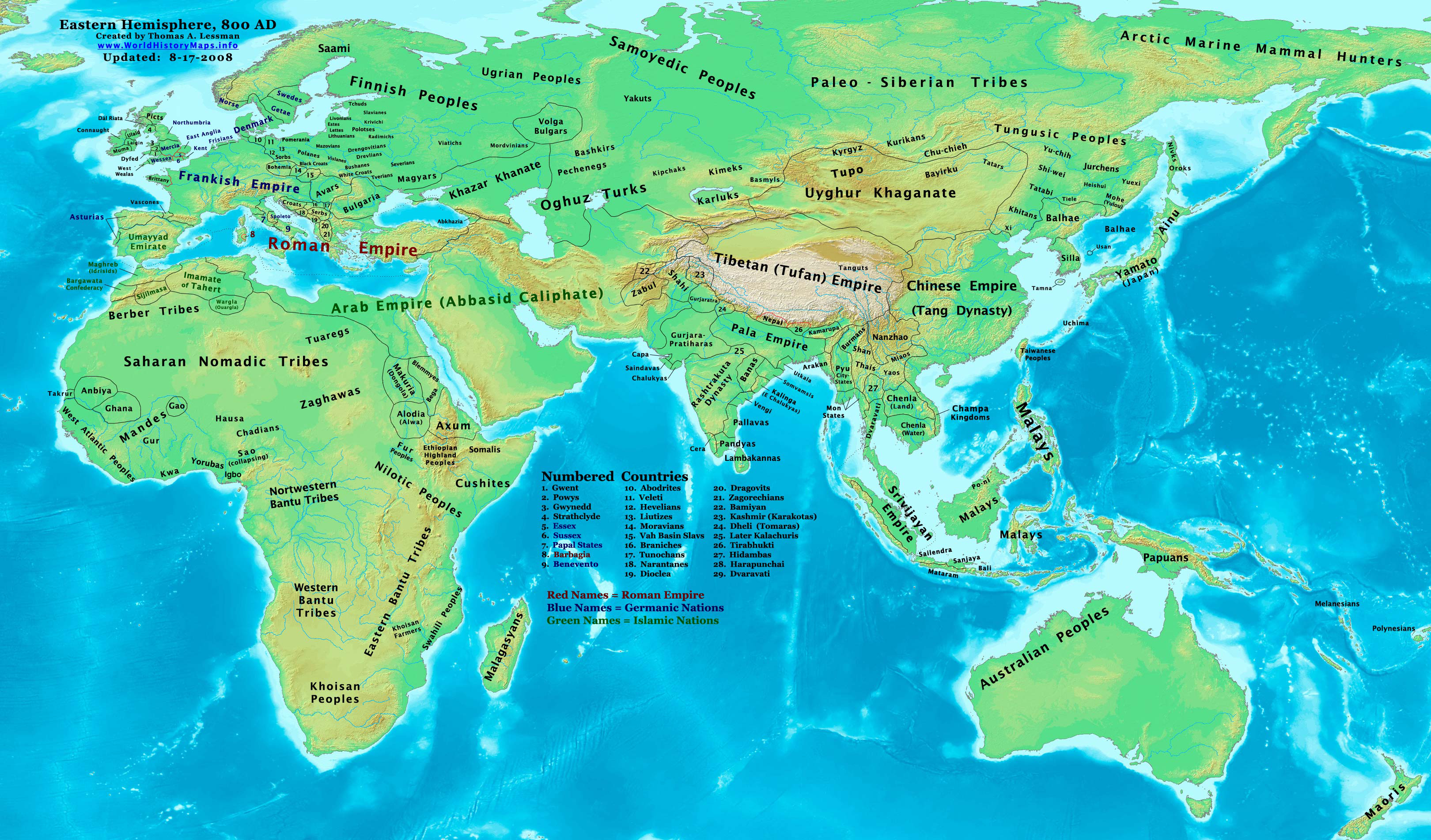
Gamla världen år 800.

## Händelser

### December
- 25 december – Karl den store, frankisk och langobardisk kung, kröns till kejsare av påven Leo III.[1]

### Okänt datum
- Ibrahim I ibn al-Aghlab ibn Salim grundar den aghlabidiska dynastin i Ifriqiya.

## Födda
- Al-Kindi, judisk filosof.
- Rurik, novgorodisk härskare.

## Avlidna
- 4 juni – Luitgard av Sundgau, drottning av Frankrike.

### Fotnoter
1. ↑  World Statesmen (läst 6 april 2011)